# 後纖手龍屬
後纖手龍（意为“在纖手龍之后”，因为其生存年代晚于后者）是晚白垩世偷蛋龙类的一属，所知于1923年在马蹄谷组发现的一具不完整骨骼，生存年代约为7200万年前。2011年，罗伯特·沙立文（Robert M. Sullivan）、史蒂芬·贾辛斯基（Steven E. Jasinski）和马克·凡·汤米（Mark P. A. van Tomme）首次为其命名，模式种是柯氏后纤手龙（Epichirostenotes curriei）。模式标本ROM 43250于1997年被汉斯·迪特·苏伊斯归入纖瘦纖手龍。